# Додсвил (Мисисипи)
Додсвил (енгл. Doddsville) град је у америчкој савезној држави Мисисипи.

## Демографија
По попису из 2010. године број становника је 98, што је 10 (-9,3%) становника мање него 2000. године.
| Група             | 2000.      | 2010.      |
| Белци             | 35 (32,4%) | 9 (9,2%)   |
| Афроамериканци    | 73 (67,6%) | 89 (90,8%) |
| Азијати           | 0 (0,0%)   | 0 (0,0%)   |
| Хиспаноамериканци | 0 (0,0%)   | 0 (0,0%)   |
| Укупно            | 108        | 98         |